# Crestline (Ohio)
Crestline település az Amerikai Egyesült Államok Ohio államában, Crawford megyében. Lakosainak száma 4525 fő (2020. április 1.).

## Közlekedés
A települést érinti az Amtrak egyik távolsági vasúti járata is, a Capitol Limited.

## Népesség
A település népességének változása:

| 2010 | 4 612 |
| 2020 | 4 525 |